# Чаща (посёлок, Ленинградская область)
Ча́ща — посёлок в Гатчинском муниципальном округе Ленинградской области.

## История
Согласно данным переписи населения СССР 1926 года в посёлке Чаща Кременского сельсовета Троцкого уезда проживали 23 человека, русские, эстонцы и латыши.
По административным данным 1933 года посёлок Чаща входил в состав Кременского сельсовета Оредежского района.
C 1 августа 1941 года по 31 января 1944 года посёлок находился в оккупации.
В 1965 году население посёлка составляло 472 человека.
По данным 1966 и 1973 годов посёлок Чаща входил в состав Чащинского сельсовета.
В 1970 году к посёлку были присоединены фактически слившиеся с ним населённые пункты: Завод, хутора Агаркино, Пикус и Кузнецово.
По данным 1990 года в посёлке Чаща проживали 327 человек. Посёлок являлся административным центром Чащинского сельсовета, в который входили 5 населённых пунктов: деревни Воцко, Кремено; посёлки Дальний, Чаща; хутор Загуляево, общей численностью населения 408 человек.
В 1997 году в посёлке проживали 210 человек, в 2002 году — 273 человека (русские — 89 %), в 2007 году — 200.

## География
Посёлок расположен в юго-восточной части района на автодороге 41К-106 (Озерешно — Чаща).
Расстояние до административного центра поселения, посёлка городского типа Вырица — 60 км. Расстояние до районного центра — 75 км.
В посёлке находится железнодорожная станция Чаща.
Через посёлок протекает река Кременка.

## Демография
| 2007 | 2010 | 2017 |
| ---- | ---- | ---- |
| 200  | ↗432 | ↘150 |

### Национальный состав
Согласно данным Всероссийской переписи населения 2021 года в посёлке проживали 437 человек, из них:
русские — 419, киргизы — 5, татары — 4, азербайджанцы — 2, ингуши — 1, молдаване — 1, таджики — 1, украинцы — 1, остальные национальность не указали.

## Предприятия и организации
- Почтовое отделение
- Чащинский лесопункт

## Памятники

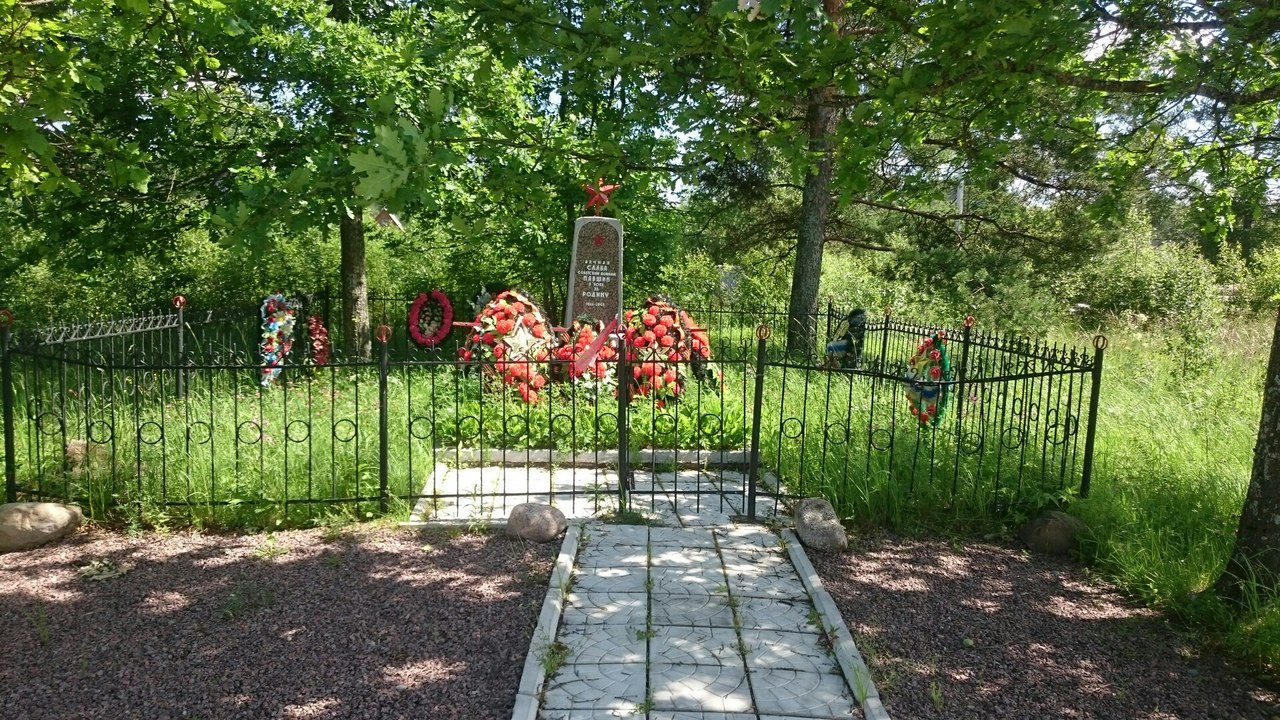
Обелиск «Братская могила советских воинов» в посёлке Чаща

Обелиск, установленный в 1975 году на братской могиле советских воинов, погибших в борьбе с фашистами при защите станции Чаща в 1941 году, и солдат и офицеров, погибших в январе 1944 года при освобождении посёлка и станции Чаща.
В братской могиле захоронены воины железнодорожного батальона. На мемориальных досках увековечено 9 человек. Всего захоронено 15 человек. Внесён в каталог «Объекты культурного наследия народов РФ».

## Улицы
Вокзальная, Дорожная, Железнодорожная, Кременская, Лесная, Мира, Партизанская, Первомайская, Речная, Садовая, Центральная.

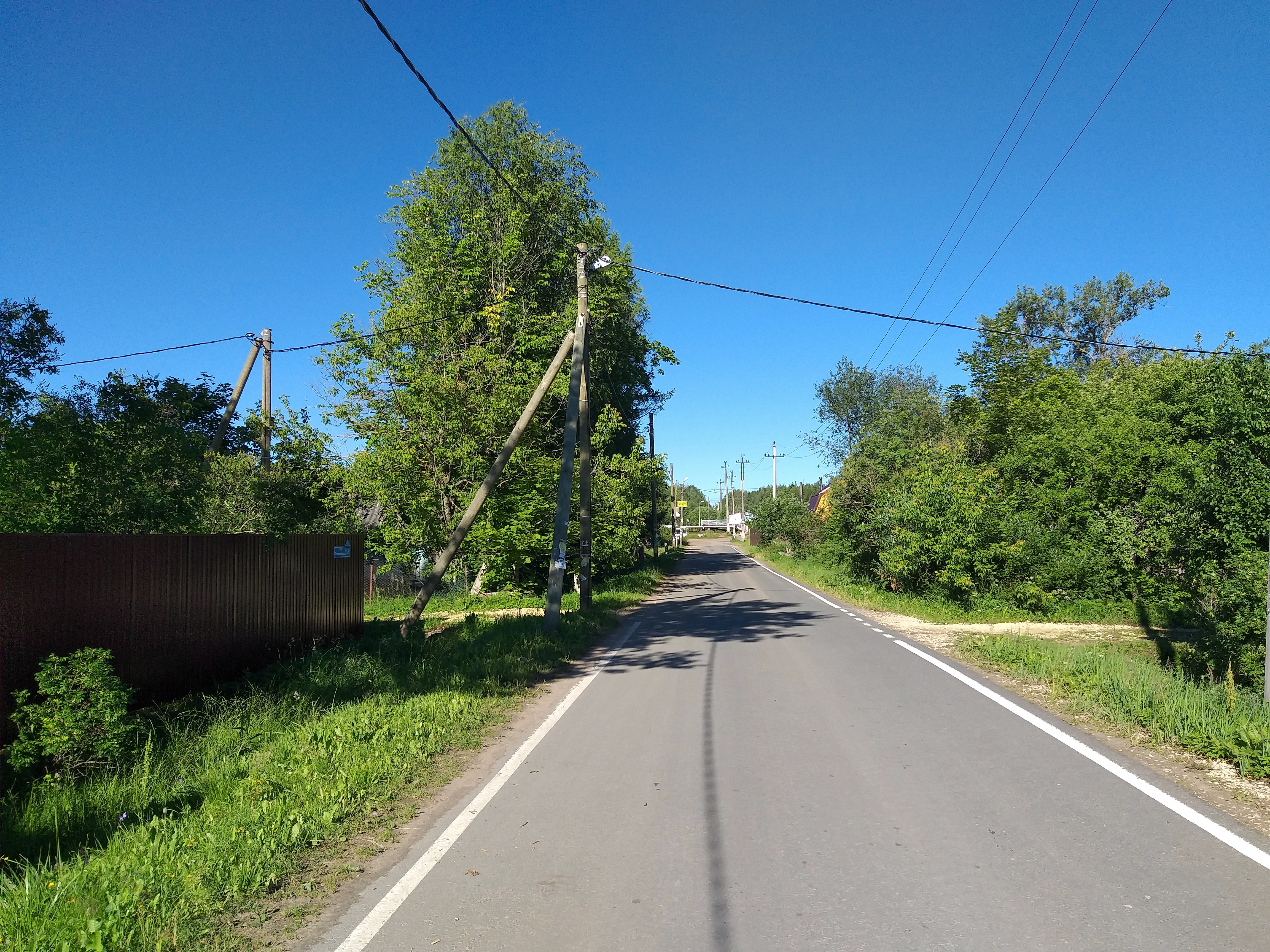
Дорога к станции
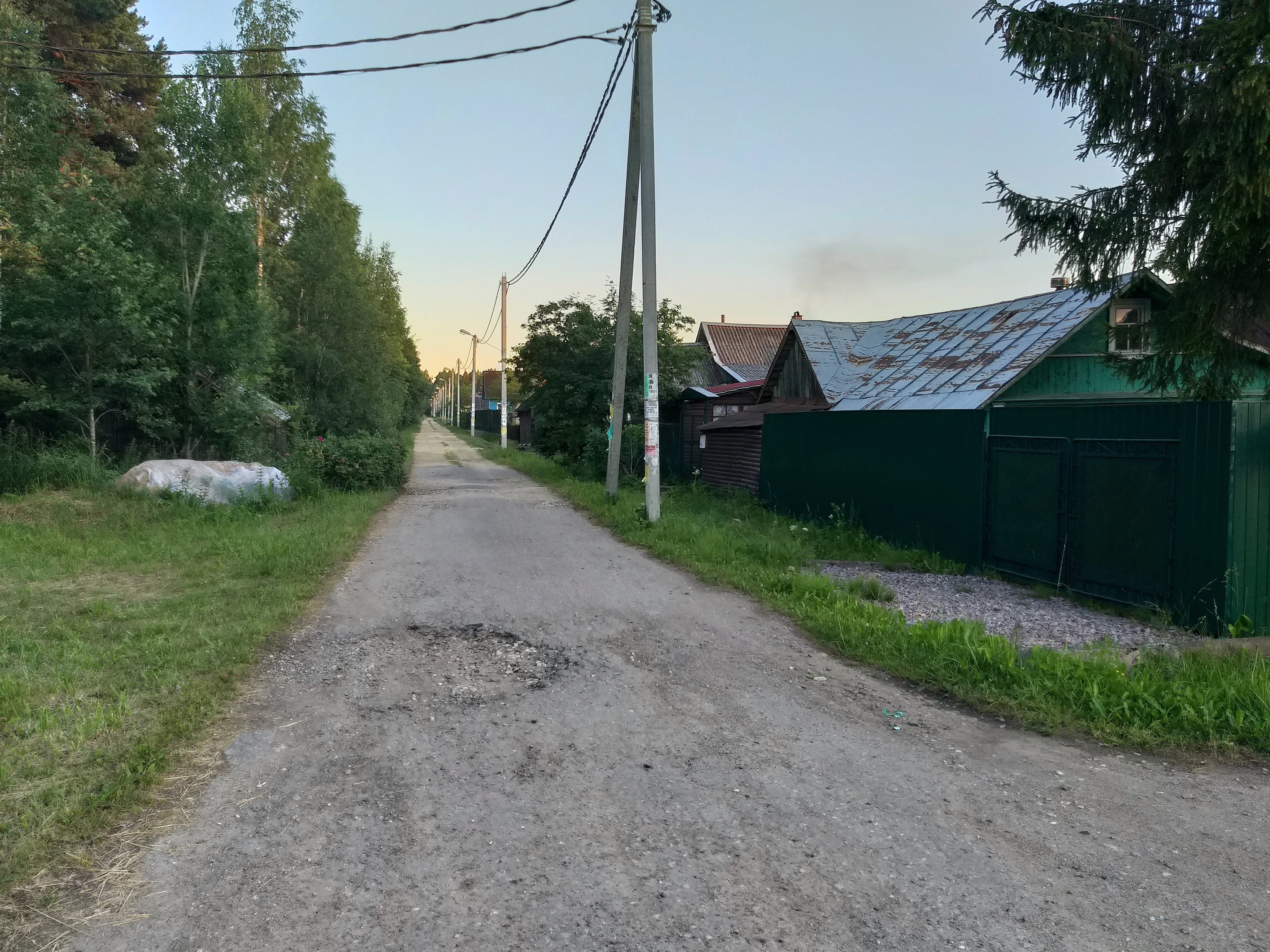
Лесная улица. Вид к югу от дороги к станции.
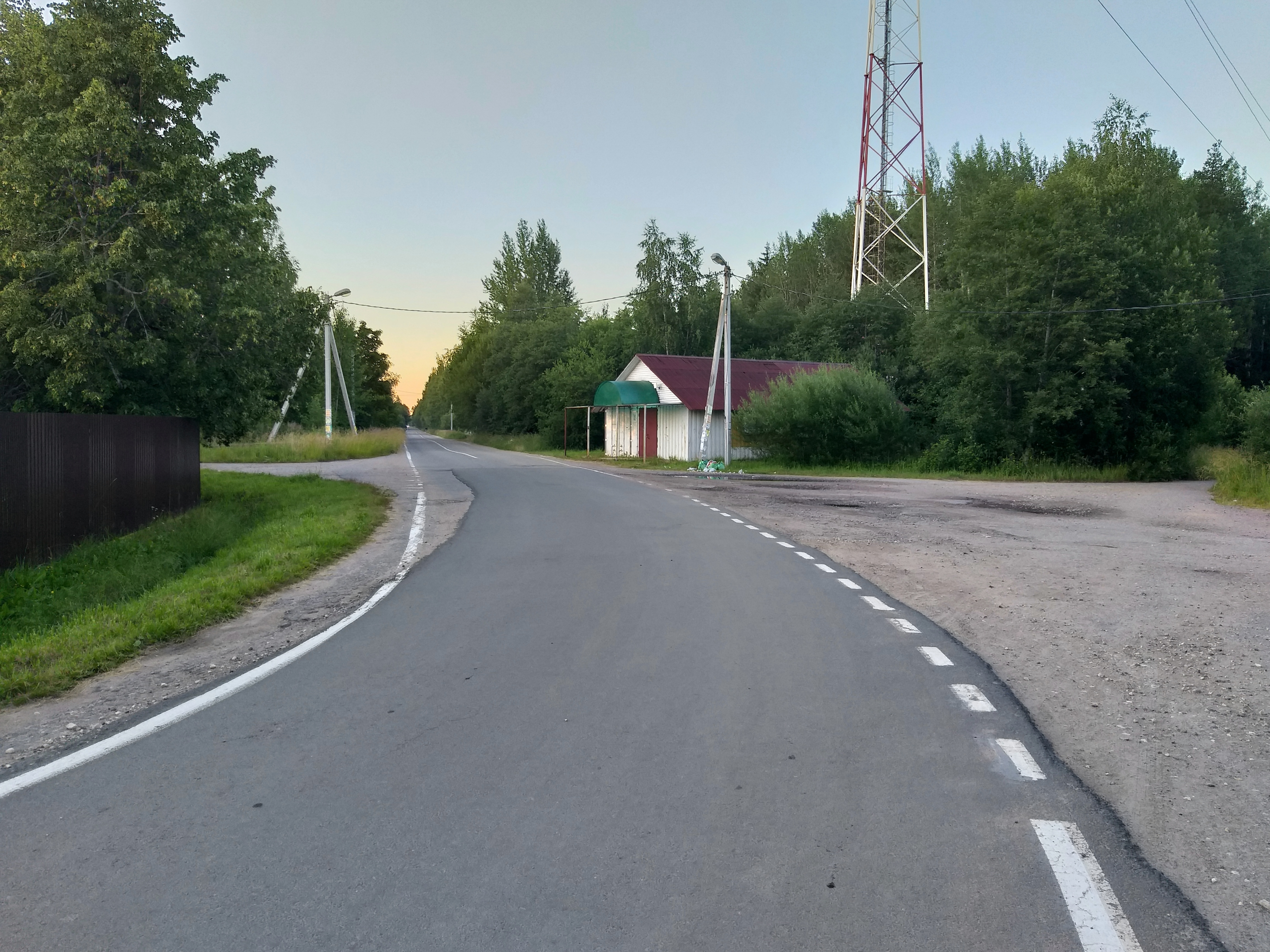
Лесная улица. Асфальтированный участок, переходящий в Центральную улицу.
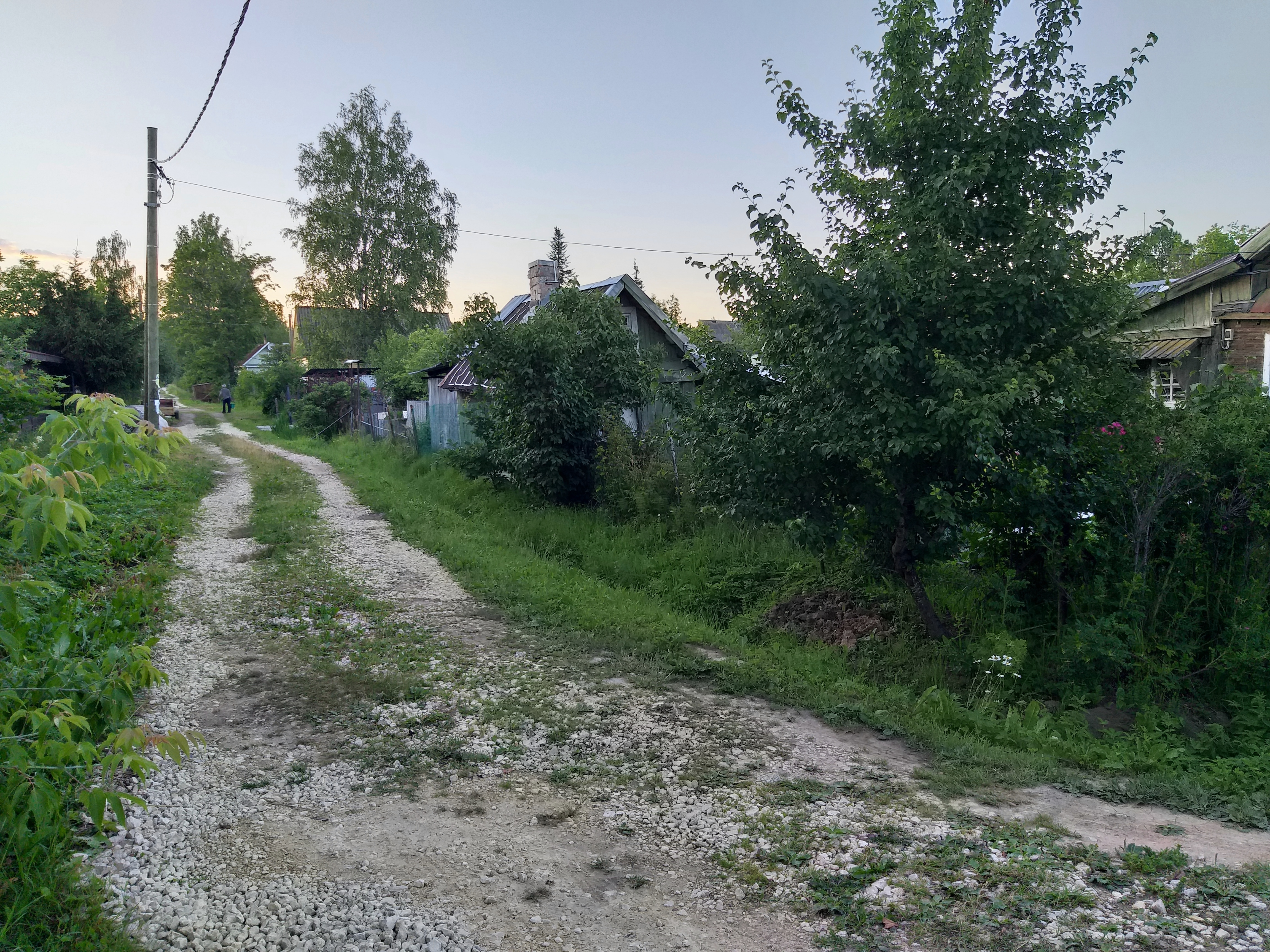
Первомайская улица.

## Садоводства
К востоку от посёлка расположен садоводческий массив «Чаща». Включает садоводства: Арсенал, Берёзка, Будёновец, Вишнёвый сад, Волна, Волна-2, Дружба, Заря, Зелёный Бор, Красновыборжец, Кремено, ЛОМО, Мечта, Нива, Огонёк, Оредежское, Парус, Политехник, Природа, Радуга, Салют, Сокол, Чаща, Чаща-2, Чаща-6, Чаща Калинина, Экспресс, Электросила, Энергия, Энергия-2, Южное.

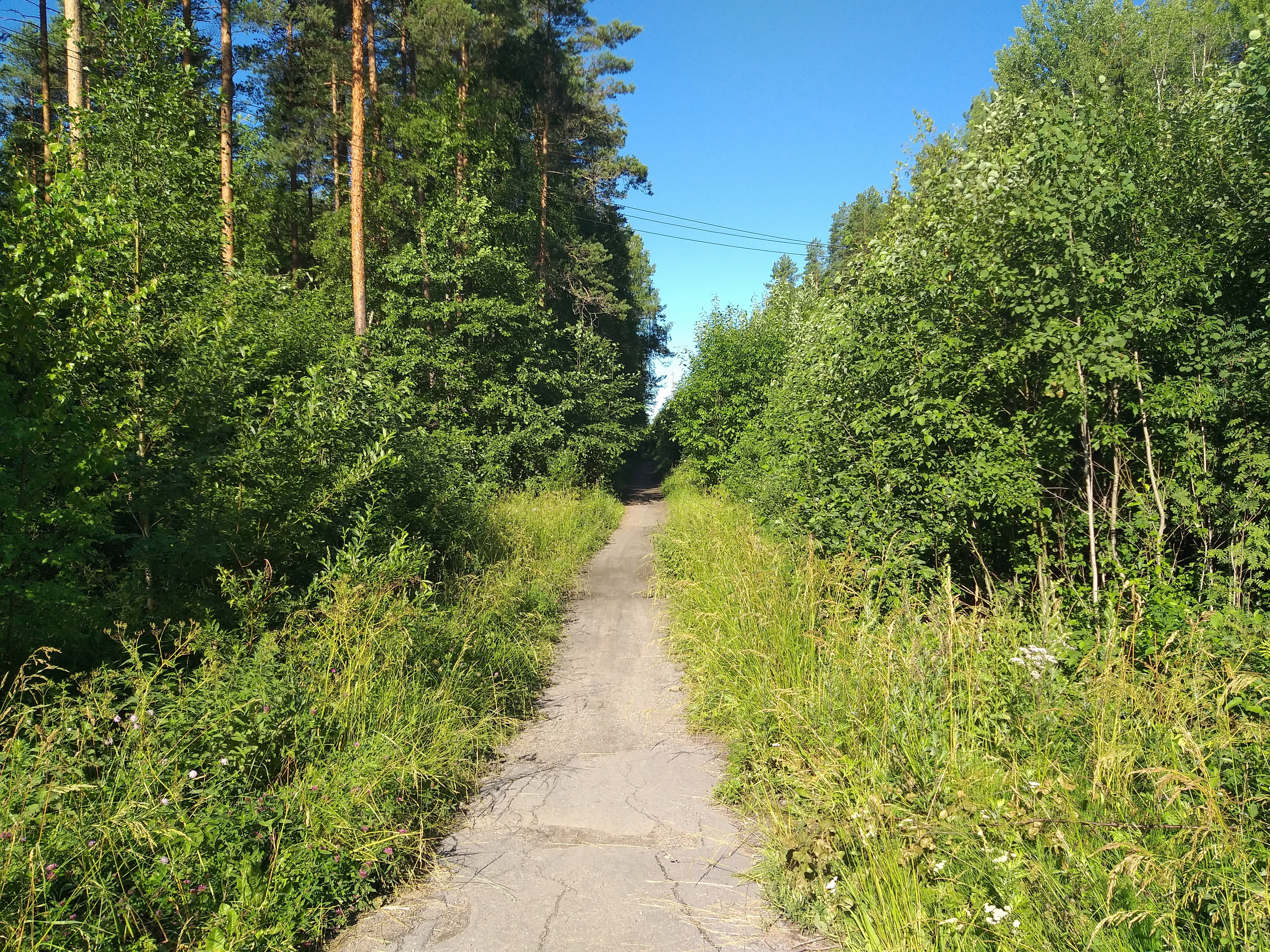
Пешеходная дорожка от СНТ «Сокол» к станции.
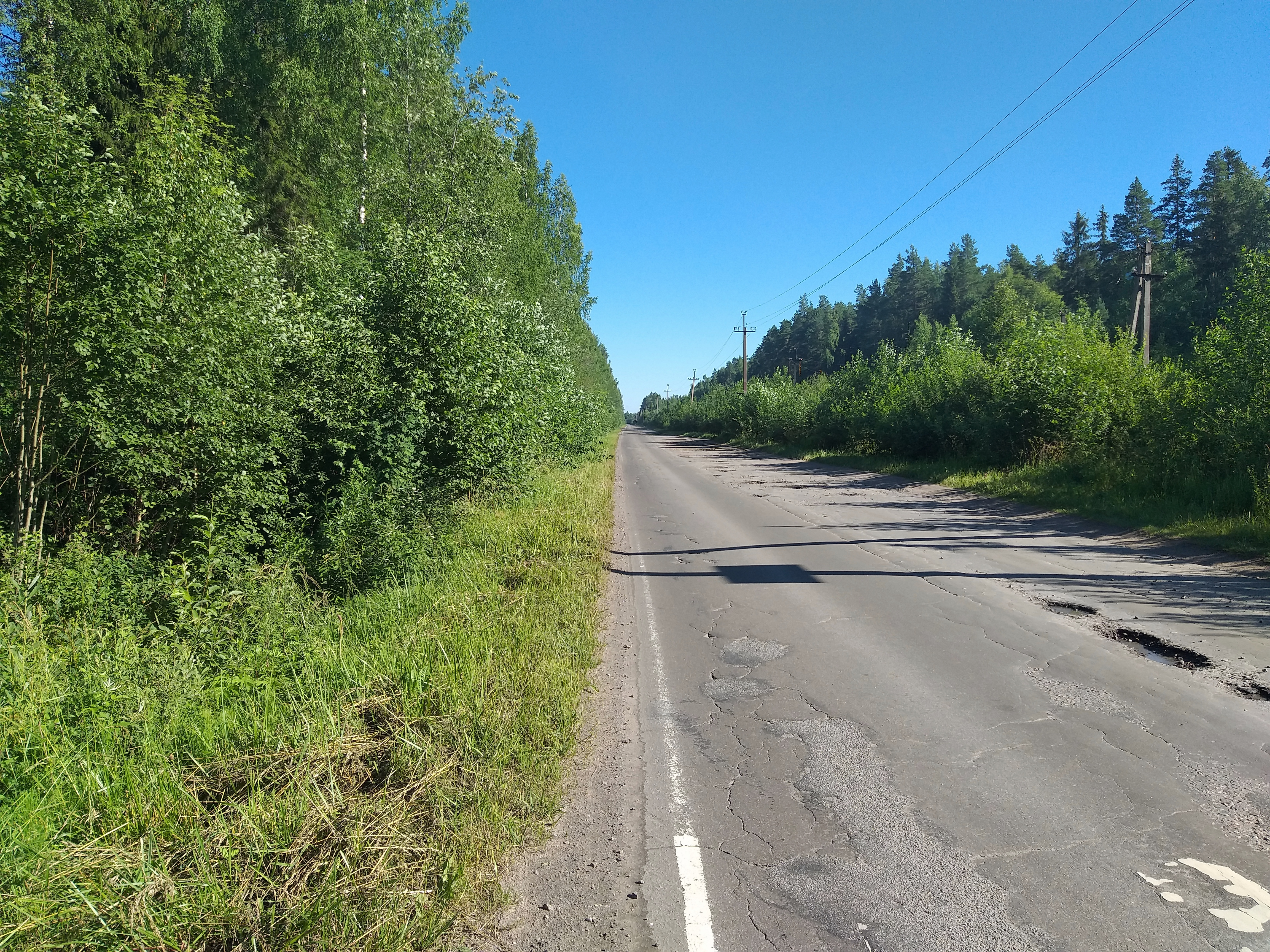
Дорога «Чаща-Кремено», идущая через массив от СНТ «Природа» до СНТ «Буденовец». Вид на север от СНТ Сокол.
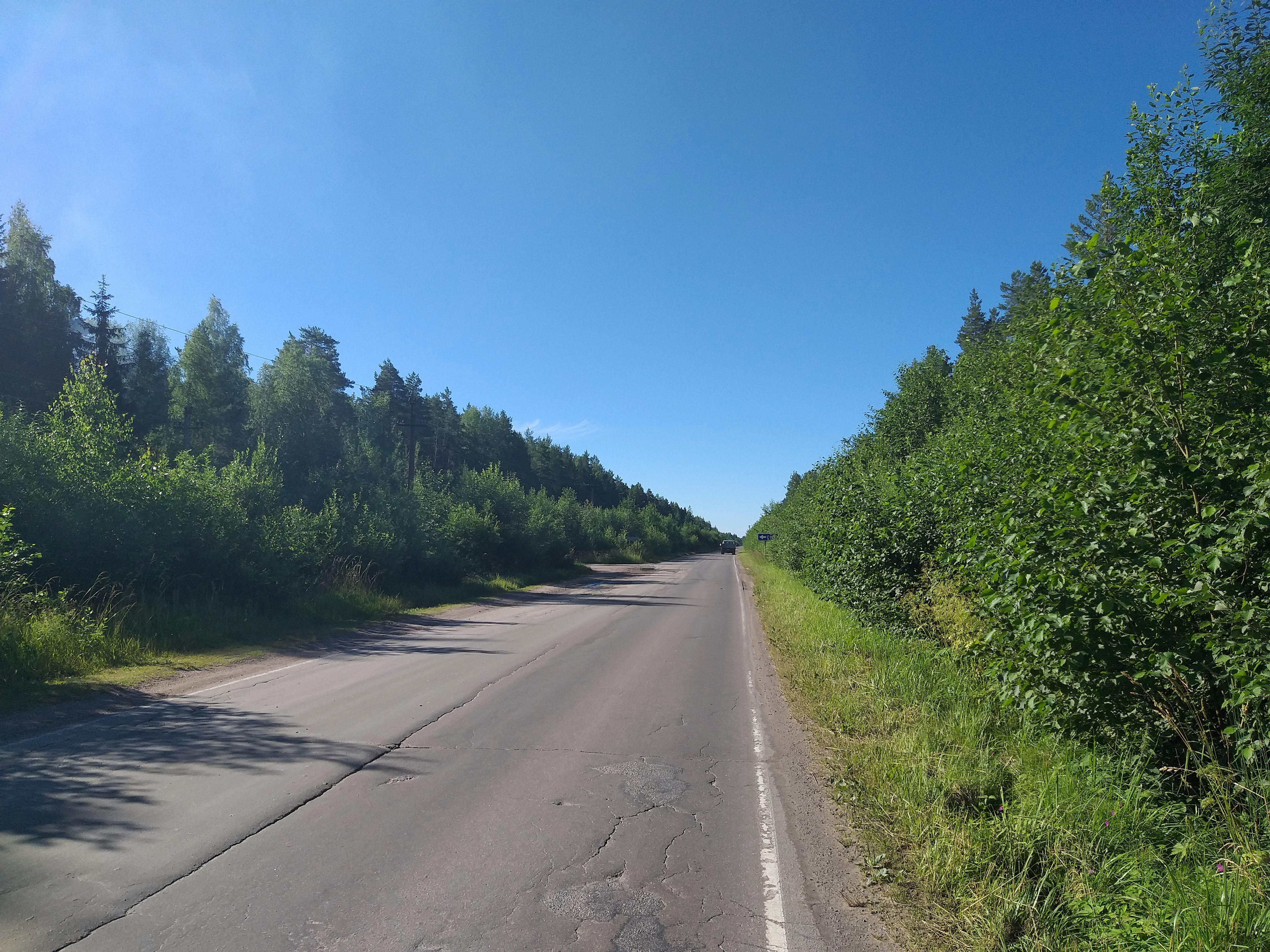
Дорога «Чаща-Кремено». Вид на юг от СНТ Сокол.
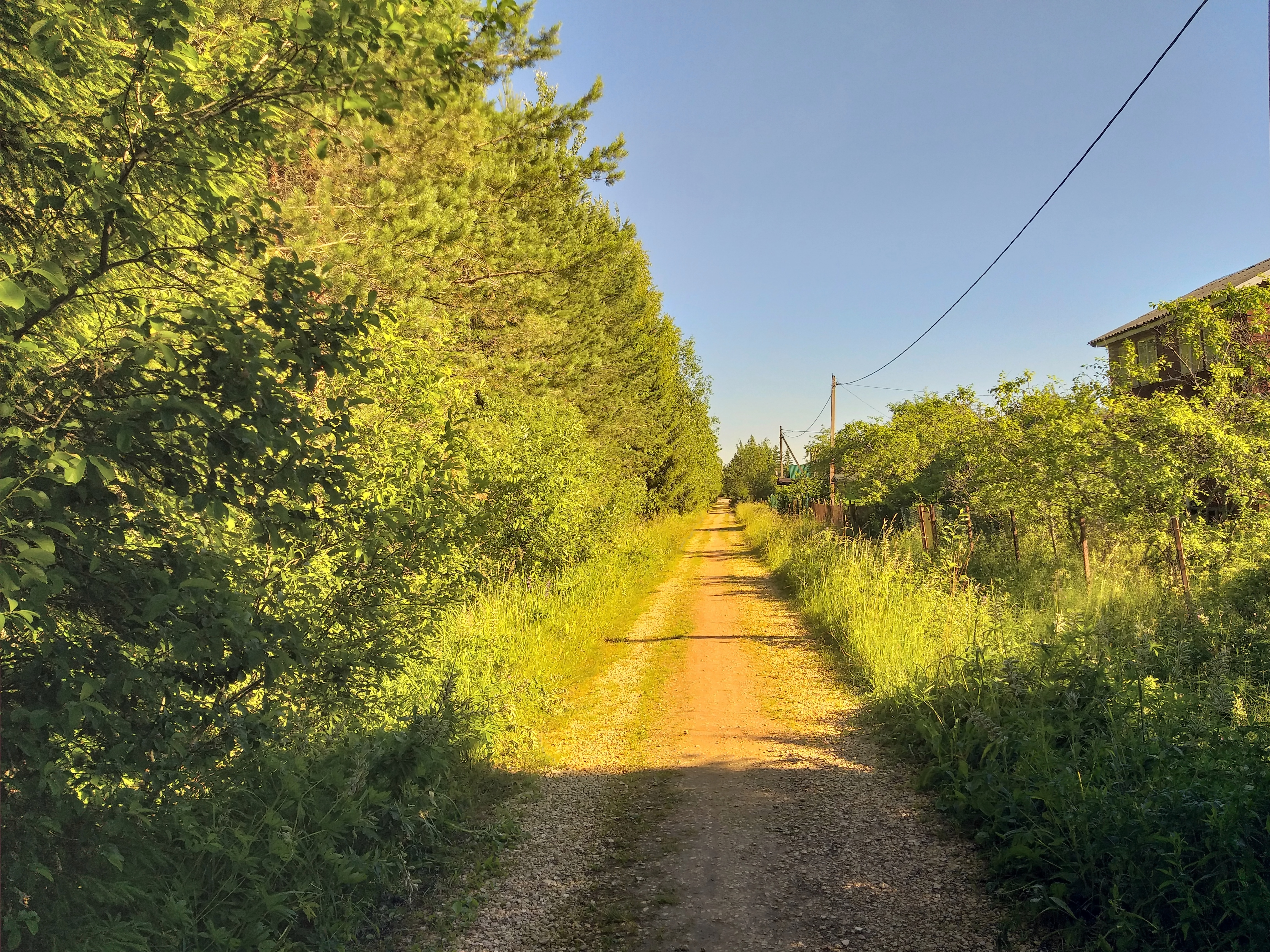
СНТ «Сокол». 1-я линия.
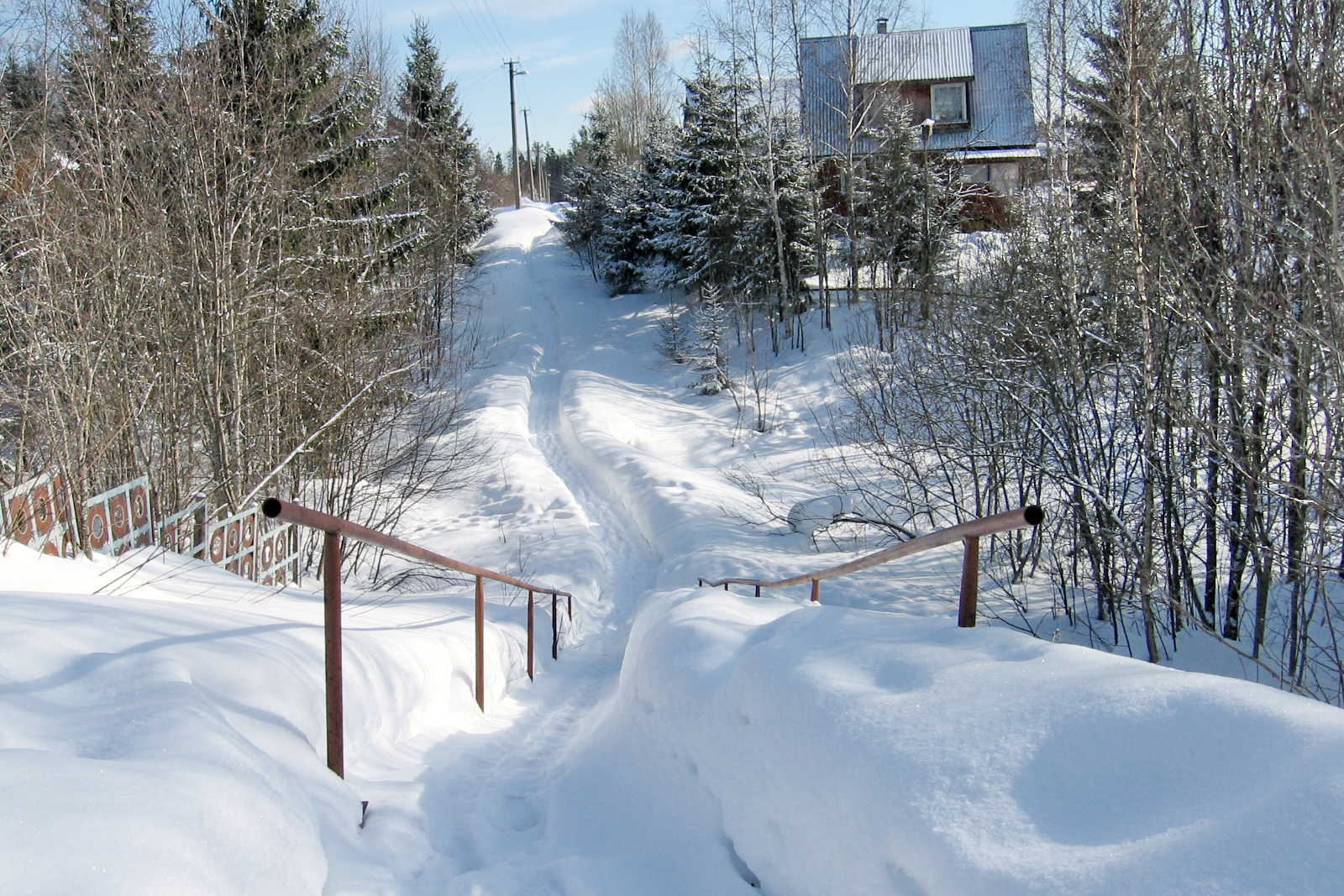
СНТ «Зелёный бор». Зимний вид.